# Orašar (figura)
Figura orašara, poznata i kao orašar, ukrasna je inačica drobila za orahe koja se najčešće izrađuje u obliku koji podsjeća na igračku vojnika. 
U njemačkoj tradiciji figura orašara je simbol sreće koji tjera zle duhove. Gotovo svi orašari koji su nastali prije prve polovice 20. stoljeća su funkcionalni, dok velik dio modernih orašara ima samo dekorativnu svrhu. Orašari su također dio njemačkog folklora te služe kao zaštitnici kuće u kojoj se nalaze.

## Povijest
Figure orašara potječu iz kasnog 17. stoljeća. Nastale su u Njemačkoj, točnije na prostoru Rudne gore (njem. Erzgebirge). Jedna od priča o nastanku i stvaranju figura zasluge pripisuje obrtniku iz Seiffena. Figure su kroz povijest često bile predmet darivanja te su se u nekom trenutku počele povezivati s Božićem. Postale su popularne u 19. stoljeću kada su se počele širiti u obližnje europske zemlje. Kako je rasla potražnja, tako je započinjala i masovna proizvodnja figura. Friedrich Wilhelm Füchtner u Njemačkoj je poznat kao »otac figure orašara«. Koristeći tokarski stroj započeo je njihovu masovnu proizvodnju 1872. u svojoj radionici u Seiffenu.
Ukrasne figure orašara postale su popularne izvan Europe nakon Drugoga svjetskog rata, kada su američki vojnici smješteni u Njemačkoj pri povratku u Sjedinjene Američke Države sa sobom donosili figure orašara kao suvenir. Daljnja popularizacija orašara dolazi od baleta Orašar Petra Iljiča Čajkovskog. Balet je nastao kao uprizorenje priče Orašar i kralj miševa koju je napisao E. T. A. Hoffmann. Balet Orašar se sredinom 20. stoljeća počeo izvoditi u Sjedinjenim Američkim Državama gdje je postao najgledanija izvedba u vrijeme božićnih praznika. To je pomoglo da figure orašara postanu božićni ukras.

## Dizajn
Prosječna ručno izrađena figura orašara sastavljena je od oko 60 zasebnih komada. Figure orašara tradicijski se izrađuju po uzoru na igračku vojnika te su često oslikane svijetlim bojama. Već početkom 19. stoljeća figure su bile odjevene kao rudari, policajci, plemići ili vojnici različitih vojski. Novije figure utjelovljuju različite osobe iz popularne kulture i povijesti, kao što je to Benjamin Franklin ili pak američki vojnici iz Zaljevskog rata.

## Galerija fotografija
- Izvorne figure orašara iz Muzeja orašara u Neuhausenu.
- Zbirka figura orašara iz bajki.
- Božićna dekoracija u trgovačkom centru u Brisbaneu.
- Figura orašara s istoka Njemačke.
- Proizvodnja figura orašara u tvornici u Saskoj.
- Figure orašara u Chemnitzu.
- Figura orašara u Rothenburgu.

## Vanjske poveznice
- Muzej figura orašara u Neuhausenu
- Muzej figura orašara u Leavenworthu

|  | Zajednički poslužitelj ima još gradiva o temi Figure orašara |